# Podpolkovnik

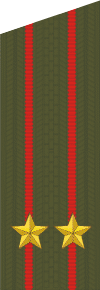
Épaulette de podpolkovnik des Forces armées de la fédération de Russie.

Le grade de podpolkovnik (en russe : подполко́вник) est un grade militaire dans certains pays d'Europe de l'Est dont la Russie. Il correspond à celui de lieutenant-colonel et se situe à un niveau OF-4 selon le codes OTAN des grades du personnel militaire.